# Only Women Bleed
Singles de Alice Cooper
Muscle of Love
(1974) Department of Youth
(1975)
Only Women Bleed est une chanson écrite par Alice Cooper et Dick Wagner et interprétée par Alice Cooper en 1975,,. Dick Wagner avait fait écouter à Alice Cooper une ballade qu'il avait écrite en 1968. Le chanteur appréciant particulièrement la musique écrivit, en vingt minutes, de nouvelles paroles. La chanson évoque la détresse et la souffrance psychologique des femmes battues à la suite des humiliations et violences qu’elles subissent de la part de leur compagnon. 
C'est l'un des plus grands succès de Cooper en solo, atteignant la 12e place au Billboard Hot 100 la semaine du 21 juin 1975. Le titre atteint également la 21e position en Nouvelle-Zélande. La chanson est extraite de l'album Welcome to My Nightmare. Le single est sorti avant la publication de Welcome To My Nightmare aux États-Unis comme une version raccourcie, et a été à d'abord été intitulé Only Women.

## Divers
- Le groupe Guns N' Roses (dont Alice Cooper apparait sur la chanson "The Garden") utilise cette chanson en concert comme intro à Knockin' on Heaven's Door.
- La chanson a figuré sur la bande originale du remake de Halloween de Rob Zombie.
- La chanson a servi de base à une version française interprétée par Patrick Juvet, J'ai peur de la nuit.
- La chanson est interprétée dans la saison 1 de la série Californication par Madeleine Martin dans le rôle de Becca Moody.
- Le morceau est joué dans l'épisode "Only women bleed "(Seule la femme saigne) dans la série Better Things, lorsque Sam conduit ses 3 filles dans son van. La productrice et co-autrice de la série, Pamela Adlon, dédicace ce morceau d'Alice Cooper à ses filles.

## Reprises
- 1976 : Julie Covington - Julie Covington
- 1978 : Etta James - Deep in the Night
- 1980 : Ike and Tina Turner - The Edge
- 1986 : Elkie Brooks - No More the Fool
- 1990 : Lita Ford - Stiletto
- 1990 : Favorite Angel - Only Women Bleed
- 1993 : John Farnham - Then Again
- 1995 : Dick Wagner - Rock HitStory
- 1999 : Audrey Turner - I Smell Trouble
- 2001 : Tori Amos - Strange Little Girl (single, face-b)
- 2002 : Luna - Lovedust (single)
- 2008 : Tina Arena - Songs of Love & Loss 2

## Liste des titres
| A. | Only Women Bleed | Alice Cooper, Dick Wagner           | 5:59 |
| B. | Devil's Food     | Alice Cooper, Bob Ezrin, Kelley Jay | 3:38 |

| A. | Only Women Bleed | Alice Cooper, Dick Wagner | 3:29 |
| B. | Cold Ethyl       | Alice Cooper, Dick Wagner | 3:51 |

## Composition du groupe
- Alice Cooper: Chant
- Bob Ezrin: synthétiseur, claviers, chœurs, Production & Arrangements.
- Dick Wagner: guitare & chœurs
- Steve Hunter: guitare
- Prakash John: basse
- Tony Levin: basse
- Josef Chirowski:claviers & chœurs
- Pentti "Whitey" Glan: batterie, percussion
- Johnny Badanjek: batterie, percussion